# San Giorgio del Sannio
San Giorgio del Sannio és un comune de 10.902 habitants que es troba a la província de Benevent, a la Regió de la Campània, Itàlia. Fins al 1929 fou anomenada San Giorgio della Montagna di Montefusco.

## Geografia
Amb 22,34 km², limita amb les comunes d'Apice, Calvi, Paduli, San Martino Sannita, San Nazzaro i San Nicola Manfredi. La comune inclou les frazioni de Cardarella Tuoppolo, Cesine, Cuocci Ambrosino, Ginestra, Marzani, Monterone, Porreta Fustelle, San Giovanni Marcopio, San Rocco, Sant'Agnese i, Sterpara Costa D'Arco.